# Tudor Paraschiva
Tudor Paraschiva (n. 27 decembrie 1919, București, România – d. 15 mai 1967, Sinaia, regiunea Ploiești, România) a fost un fotbalist român care a jucat pe postul de atacant. Între 1952 și 1954, el a jucat șase meciuri pentru echipa națională, inclusiv unul la Jocurile Olimpice de vară din 1952, și a marcat două goluri.

## Titluri
Unirea Tricolor București
- Liga I: 1940-41